# Вест Колдвел (Њу Џерзи)
Вест Колдвел (енгл. West Caldwell) град је у америчкој савезној држави Њу Џерзи.

## Демографија
По попису из 2000. године број становника је 11.233.
| Група             | 2000.          | 2010.    |
| Белци             | 10.300 (91,7%) | 0 (0,0%) |
| Афроамериканци    | 100 (0,9%)     | 0 (0,0%) |
| Азијати           | 432 (3,8%)     | 0 (0,0%) |
| Хиспаноамериканци | 314 (2,8%)     | 0 (0,0%) |
| Укупно            | 11.233         | 0        |